# Jim Steranko
James  "Jim" Steranko (5 de novembro de 1938 - ) é um artista gráfico, ilustrador de quadrinhos, escritor, historiador e autor. Ele nasceu em Reading, Pensilvânia, nos Estados Unidos da América.
Seus mais famosos trabalhos nos quadrinhos foram realizados nos anos de 1960: ele desenhou o agente secreto "Nick Fury" para a Marvel Comics, série iniciada na revista Strange Tales e depois em título próprio do personagem. Steranko foi reconhecido pelas inovações que trouxe à arte sequencial durante a Era de Prata dos Quadrinhos, introduzindo elementos do surrealismo, op art, pop-art e design gráfico. Ele ganhou o Prêmio Eisner em 2006.

## Família e primeiros trabalhos
De acordo com sua biografia autorizada, os avós de Jim Steranko emigraram da Ucrânia e se estabeleceram na Pensilvânia. O pai de Steranko começou a trabalhar em minas aos dez anos de idade e se tornou ferreiro quando adulto. A infância de Steranko transcorreu na época da Grande Depressão. O pai de Steranko e cinco tios possuíam talento para a música e formaram uma banda nos anos de 1930, que tocou na rádio local
Steranko começou a desenhar muito jovem. Ele estudou os quadrinhos dominicais e as populares tiras diárias, principalmente as que traziam a arte de Milton Caniff, Alex Raymond, Hal Foster e Chester Gould. Seus tios lhe davam revistas de Walt Disney e Superman.
Durante a adolescência, quando das férias escolares ele se apresentou em circos, em números de ilusionismo e escapismo que aprendera com seu pai. Na escola, ele participou da equipe de ginástica, atuando nas argolas e nas barras paralelas. Depois lutaria boxe e esgrima . Aos 17, Steranko foi preso por roubar carros.
O grupo de rock and roll Bill Haley and his Comets iniciou sua carreira na vizinha Filadélfia, Pensilvânia e Steranko, que aos 20 anos de idade tocava guitarra, tornou-se amigo do guitarrista de Haley Frank Beecher.
Nessa época, Steranko trabalhava como artista durante o dia para uma gráfica de Reading, criando e desenhado planfetos para os clube de dança locais, enquanto a noite se apresentava como músico.

## Quadrinhos
Após cinco anos tentando a Marvel Comics, em 1965 Steranko entrou para os quadrinhos através da Harvey Comics, com o editor Joe Simon. Simon foi contratado para criar uma linha de super-heróis para a editora que se tornara conhecida com seus personagens infantis, como o Gasparzinho. Para Simon e Harvey Comics, Steranko criou os heróis Spyman, Magicmaster e o Gladiador. Ele mostrou seu "Secret Agent X" para a Paramount, como um projeto de animação para a TV e se encontrou com o editor da  Marvel Stan Lee. Steranko conseguiu arte-finalizar duas páginas de Jack Kirby para uma ilustração típica de "Nick Fury" (publicado pela primeira vez em 1970 pela Supergraphics numa edição limitada do "Steranko Portfolio One" e trinta anos depois na coleção Nick Fury, Agent of S.H.I.E.L.D.).

## Era de Prata
Ele começou desenhando 12 páginas de Nick Fury, Agent of S.H.I.E.L.D., inicialmente criada por Lee e Jack Kirby, que trouxe as inventivas parafernálias eletrônicas e equipamentos como o Helicarrier (Porta-aviões aéreo) — um dirigível da organização SHIELD — além dos andróides LMDs (Life Model Decoy) e automóveis com airbags. A organização terrorista HIDRA também surgiu nessas histórias.
Steranko começou a desenhar e arte-finalizar os trabalhos de Jack Kirby em Strange Tales #151 (dezembro de 1966) Steranko também se incumbiu das capas de "Nick Fury" e, raro entre os artistas, começou a escrever as histórias a partir do número 155.
"Nick Fury, Agent of S.H.I.E.L.D." se tornou um dos marcos da Era de Prata
Steranko introduziu ou popularizou nos quadrinhos os movimentos artísticos contemporâneos, como a psicodelia e op art, se inspirando na estética de Dali e em  Richard Powers, que criara um estilo conhecido por "Zap Art."
Ele absorveu, adaptou e reconstruiu o trabalho de Jack Kirby, usou fotomontagem (particularmente para paisagens de cidade) e  páginas cheias e dobradas. Em Strange Tales #167 (janeiro de 1968), Steranko criou o primeiro quadrinho de quatro páginas.
As histórias de Steranko traziam muita ação e intriga, alguma sensualidade. Ele criou uma versão própria das Bond girls, redesenhando a personagem da Condessa Valentina. Seus desenhos sofreram restrições devido ao Código de Ética vigente. Uma historia que foi republicada em Nick Fury Special Edition #1 (dezembro de 1983) e que teve um painel redesenhado quando da primeira publicação em função do citado código, apresentou o original de Steranko.
Steranko "combinava o dinamismo do desenho de Jack Kirby com os modernos conceitos gráficos", escreveu Larry Hama.
As aventuras de Fury continuaram em sua própria revista, com as histórias de Steranko republicadas em formato de aventuras de 20 páginas: "Who is Scorpio?" (revista #1); "So Shall Ye Reap...Death" (#2), inspirado na peça de Shakespeare A tempestade; "Dark Moon Rise, Hell Hound Kill" (#3), e Hound of the Baskervilles e a sequência "What Ever Happened to Scorpio?" (#5).
Steranko também desenhou aventuras do Capitão América e X-Men, sendo que nesta última grafou um novo logotipo para a capa. Após muitos conflitos, Steranko saiu da Marvel. Ele retornaria como artista de capas entre 1972-73.
Steranko deixou gradualmente os quadrinhos, entre 1969 e 1974. Projetos como escrever a história dos quadrinhos e o esforço para publicar ele mesmo seu trabalho tomariam cada vez mais o seu tempo.

## Publicista e artista literário
Escrevendo, desenhando, pintando e colorindo seu próprio trabalho, Steranko não conseguia mais cumprir os prazos impostos pelas editoras. Por isso e por outros motivos, ele começou a se dedicar apenas a capas e projetos especiais. Ele nunca se considerou um artista exclusivo dos quadrinhos, buscando trabalhar em outras áreas como a publicidade, incluindo capas de livros.
Steranko fundou a sua própria editora, a Supergraphics, em 1969. E seguiu anos trabalhando com o escritor Byron Preiss. Produziram o livro anti-drogas The Block, distribuído para as escolas primárias. Em 1970 e 1972, a Supergraphics publicou dois volumes de um total planejado de seis, no formato tablóides, com o título The (Steranko) History of Comics, com a história da industria americana de quadrinhos. Escrito por Steranko, com reprodução de capas e uma história completa de The Spirit de Will Eisner, foi o primeiro livro a trazer entrevistas com numerosos quadrinistas dos anos de 1930 e 1940 (Era de Ouro dos Quadrinhos).
Steranko também publicou a revita Comixscene (renomeada para Mediascene e finalmente Prevue), especializada em quadrinhos e que circulou até 1994.
Em 1973, Steranko tornou-se o editor-fundador do fã-clube oficial da Marvel o FOOM.
Retornando ocasionalmente para a escrita, Steranko escreveu, ilustrou e produziu a novela Chandler: Red Tide (1976) da Byron Preiss Visual Publications/Pyramid Books.

## Filmes
Steranko produziu um grande número de cartazes de vários filmes, emprestando conceitos artísticos para Steven Spielberg no filme Raiders of the Lost Ark (1981), inclusive desenhando o personagem Indiana Jones. Ele também fez projeto semelhante para Francis Ford Coppola no filme Bram Stoker's Dracula (1992). Escreveu o episódio "The Ties That Bind" da série animada da DC Comics da Liga da Justiça.